# Krzysztof Meyer
Krzysztof Meyer (født 11. august 1943 i Krakow, Polen) er en polsk komponist, professor, pianist, lærer og rektor.
Meyer studerede komposition på Det Statslige Musikkonservatorium i Krakow (1965) hos bl.a. Krzysztof Penderecki og i Paris (1964-1968) hos Nadia Boulanger. Han tog sideløbende også undervisning hos Witold Lutoslawski.
Han har skrevet 10 symfonier, orkesterværker, kammermusik, sceneværker, vokalmusik, koncerter etc. 
Meyers kompositoriske stil omfatter tolvtoneteknik, neoklassisk stil over mere melodiske temaer. 

## Udvalgte værker
- Symfoni nr. 1 (1964) - for orkester
- Symfoni nr. 2  "Til minde" (1967) - for kor og orkester
- Symfoni nr. 3 "Symfoni d'Orphée" (1968) - for kor og orkester
- Symfoni nr. 4 (1973) - for orkester
- Symfoni nr. 5 (1979) - for orkester
- Symfoni nr. 6 "Polsk" Symfoni" (1982) - for orkester
- Symfoni nr. 7 "Sinfonia del tempo che passa" (2002-2003) - for orkester
- Symfoni nr. 8 "Sinfonia da requiem" (2009) - for orkester
- Symfoni nr. 9 "Fidae speique Sinfonia" (2016) - for orkester
- Symfoni i D dur (1976) - for orkester
- 2 Violinkoncerter (1965, 1996) - for violin og orkester
- Klaverkoncert (1989) - for klaver og orkester
- 2 Fløjtekoncerter (1964, 1983) - for fløjte og orkester
- 2 Cellokoncerter (1972 (tilbagetrukket), 1995) - for cello og orkester